# 冯如故居
冯如故居，位于中国广东省江门市牛江镇杏圃村，为一硬山顶建筑，始建于清代。1983年，被列入恩平县县级文物保护单位，以纪念中国航空先驱冯如。冯如故居现有冯如画像、飞机模型、早年生活用品等展示品。